# Academia Comunitaria Benito Juárez
La Academia Comunitaria Benito Juárez (Benito Juárez Community Academy) es una escuela preparatoria (high school) del barrio Pilsen en Chicago, Illinois. Como parte de las Escuelas Públicas de Chicago (CPS por sus siglas en inglés), la academia, a partir de 2014, es la preparatoria más grande del barrio Pilsen. Lleva el nombre del Presidente de México Benito Juárez. Diseñada por Pedro Ramírez Vázquez, el edificio tiene similitudes con pirámides aztecas, que celebra la cultura mexicana.

## Historia
Antes de la apertura de la preparatoria Juárez, los estudiantes de la zona Pilsen area students asistieron a la Carter Harrison Technical High School. La comunidad Pilsen solicitó una nueva escuela preparatoria de su propio porque los estudiantes de Pilsen, con el fin de viajar a la preparatoria Harrison Technical, tenían que pasar por zonas de pandillas. La ciudad de Chicago cerró la calle Blue Island por la construcción de la preparatoria. La ceremonia de inauguración se celebró el 16 de septiembre de 1977. El superintendente de CPS, Joseph Hannon, asistió a la ceremonia y afirmó que la escuela Juárez representada "una comunidad que no acepta un "no" por respuesta." René Luis Álvarez, un profesor de Northeastern Illinois University, afirmó que el establecimiento de la preparatoria, "en muchos aspectos", se originó a partir del movimiento Chicano y su and su deseo de un mayor reconocimiento de la historia e identidad mexicana-estadounidense.